# Râul Țiganca, Trotuș
Râul Țiganca este un curs de apă, afluent al râului Bărzăuța. 

## Hărți
- Harta Munții Ciucului  Arhivat în 28 ianuarie 2018, la Wayback Machine.
- Harta Munții Nemira  Arhivat în 14 aprilie 2010, la Wayback Machine.
- Harta județului Covasna
- Ovidiu Gabor - Economic Mechanism in Water Management  Arhivat în 5 martie 2009, la Wayback Machine.
- Harta județului Covasna
- Ovidiu Gabor - Economic Mechanism in Water Management  Arhivat în 5 martie 2009, la Wayback Machine.